# Aplorhinus bakeri
Aplorhinus bakeri är en stekelart som beskrevs av Masi 1924. Aplorhinus bakeri ingår i släktet Aplorhinus och familjen bredlårsteklar. Inga underarter finns listade i Catalogue of Life.